# Ubu Król (film 1996)
Ubu Król – film czeski (tytuł oryginalny Král Ubu), komediodramat, adaptacja sztuki Alfreda Jarry’ego pt. Ubu Roi ou les Polonais („Ubu Król czyli Polacy”). Reżyserem był František Antonín Brabec, scenariusz napisali F.A. Brabec] i Miloš Macourek. Premiera filmu miała miejsce 3 października 1996.
W roli tytułowej wystąpił w filmie Marián Labuda.